# Josef Zacharias
Josef Zacharias, född 24 april 1889 i Gävle, död 24 juni 1966 i Stockholm, var en svensk läkare.

## Yrkesliv
Josef Zacharias växte upp i Gävle och Stockholm, och tog studenten på sistnämnda ort 1909. Han studerade sedan medicin och blev med. kand. 1914 och med. lic. 1919. Han blev extra ordinarie amanuens vid Karolinska institutets fysiologiska institution 1913 och var underläkare vid Garnisonssjukhuset i huvudstaden 1915–1917, tillförordnad stads- och sjukstuguläkare i Nora 1917, 1918 och 1919. Han var vikarierande amanuens vid Sankt Görans sjukhus venereologiska avdelning 1918–1919.
1919 blev han underläkare vid Ängelholms lasarett följt av en tjänst som andre underläkare vid Gävle lasarett 1920–1921, därunder tillförordnad förste underläkare i åtta månader. Som andre amanuens vid Serafimerlasarettets kirurgiska klinik var han verksam 1922–1923, därunder förordnad som underkirurg och amanuens vid kirurgiska polikliniken, tillförordnad förste underläkare vid Örebro lasaretts kirurgiska avdelning samt tillförordnad lasarettsläkare vid Finspångs och Köpings lasarett kortare tider 1922 och 1923. Han var sedan amanuens vid Allmänna barnbördshuset i Stockholm 1924–1926 och biträdande läkare vid Serafimerlasarettets gynekologiska poliklinik 1927. Från 1927 drev han egen läkarpraktik i Stockholm.

## Familj
Äktenskap ingicks 1922 med Märtha Asch (1901–1983) som var halvsyster till Olof Aschberg. Makarna Zacharias fick fyra barn: 1) Mary Dagny Lovén (1923–1992), 2) skådespelaren Sissi Kaiser (1924–2006), 3) Gun Zacharias (1927–2012), känd socialarbetare i Stockholm och mor till skådespelaren Ann Zacharias, samt 4) Herbert Zacharias (född 1932).
Josef Zacharias var son till grosshandlare Herman Levin Zacharias och Lovisa Hirsch samt bror till disponent Robert Zacharias och farbror till skådespelaren John Zacharias.